# Lisa Marie Stoiber
Lisa Marie Stoiber (* 1989 in München) ist eine deutsche Film- und Theaterschauspielerin.

## Leben
Lisa Marie Stoiber wuchs als Tochter eines bulgarischen Vaters und einer deutschen Mutter in und um München auf.  
Sie praktizierte schon früh Ballett und Contemporary Dance. Nach dem Abitur studierte sie von 2010 bis 2014 Schauspiel an der Hochschule für Musik, Theater und Medien Hannover.
Während des Studiums spielte sie am Schauspiel Hannover. Danach war sie von 2014 bis 2017 festes Ensemblemitglied am Theater Freiburg.
Seit 2018 lebt sie in Berlin und arbeitet als freischaffende Schauspielerin für Theater, Film, Fernsehen und Hörfunk.

## Filmografie (Auswahl)
- 2013: How The Light Gets In, Regie: Camillo Ritter
- 2013: Hilft nur Küssen, Regie: Ruth Olshan
- 2015: Lola, Regie: Francesca Pollak
- 2016: SOKO München, Regie: Katharina Bischof
- 2017: Die beste aller Welten, Regie: Adrian Goiginger
- 2022: SOKO Linz – Tödliche Ernte, Regie: Kim Strobl

## Theater
- 2012: Die Welt ohne uns (VII) – Der Müll, Rolle: Atommülltonne, Regie: Das Helmi, Schauspiel Hannover
- 2012: Nach Moskau...!? nach Drei Schwestern von Anton Tschechow, Rolle: Irina, Anfissa, Regie: Jan Konieczny, Studiotheater Hannover
- 2013: Happy Family, Rolle: Sharon Tate u. a., Regie: Jakob Weiss, Schauspiel Hannover
- 2014: Frühlings Erwachen von Frank Wedekind, Rolle: Wendla Bergmann, Regie: Ryan McBryde, Altes Schauspielhaus Stuttgart
- 2014: Die Bremer Stadtmusikanten nach dem Märchen der Brüder Grimm, Rolle: Katze, Regie: Robin Telfer, Theater Freiburg
- 2015: Ein Volksfeind nach Henrik Ibsen, Rolle: Petra Stockmann,[4] Regie: Christoph Frick, Theater Freiburg
- 2015: Rico, Oskar und die Tieferschatten von Andreas Steinhöfel, Rolle: Oskar, Regie: Inda Buschmann, Theater Freiburg
- 2015: Die Möwe von Anton Tschechow, Rolle: Nina,[5] Regie: Daniela Löffner, Theater Freiburg
- 2015: Telluria von Wladimir Sorokin, eine szenische Lesung, Regie: Veit Arlt, Theater Freiburg
- 2015: For Sale – eine multinationale Recherche, Regie: Clemens Bechtel, Theater Freiburg
- 2016: Die NSU-Protokolle, eine szenische Lesung, Regie: Sascha Flocken, Theater Freiburg
- 2016: Die Schutzflehenden nach Aischylos, Rolle: Quickly, Thalia, Regie: Robert Schuster, Theater Freiburg
- 2016: Unterwerfung von Michel Houellebecq, Rolle: Marie-Françoise, Myriam, Sylvia, François,[6] Regie: Thomas Krupa, Theater Freiburg
- 2016: NEEEIIIIIIIIII?IIIIN, Rolle: Geert Wilders u. a., Regie: Schorsch Kamerun, Theater Freiburg
- 2016: Kaspar von Peter Handke, eine szenische Lesung, Regie: Veit Arlt, Theater Freiburg
- 2017: Wassa Schelesnowa / Die Mutter von Maxim Gorki und Bertolt Brecht, Rolle: Ljudmilla, Arbeiter Andrej,[7] Regie: Tom Kühnel, Theater Freiburg
- 2017: Eurotopia,[8] Regie: Emre Koyuncuoglu, Memet Ali Alabora, Theater Freiburg
- 2017: UA Gespräche über uns von Tina Müller, Rolle: T3,[9] Regie: Sascha Flocken, Theater Freiburg
- 2017: Tagebücher des Maidan von Natalia Voroschbit, eine szenische Lesung, Regie: Veit Arlt, Theater Freiburg
- 2018: UA Golden House von Salman Rushdie, Rolle: Suchitra Roy, Regie: Thomas Krupa, Theater Erlangen

## Preise und Auszeichnungen
- 2013: Preis der Studierenden beim Bundeswettbewerb zur Förderung des Schauspielnachwuchses des Bundesministeriums für Bildung und Forschung der Bundesrepublik Deutschland für Nach Moskau...!?
- 2014: Nachwuchsförderpreis der Schauspielbühnen Stuttgart
- 2016: Nominierung: Toronto International Film Festival Digital Short Film Competition – Lola[10]